# Junia (Biblia)
Junia o Junias (Ἰουνία/Ἰουνίας, Iounia/Iounias) era una cristiana del primer siglo conocida a partir de la Epístola a los Romanos de Pablo el Apóstol. La Iglesia católica conmemora su celebración el 17 de mayo.

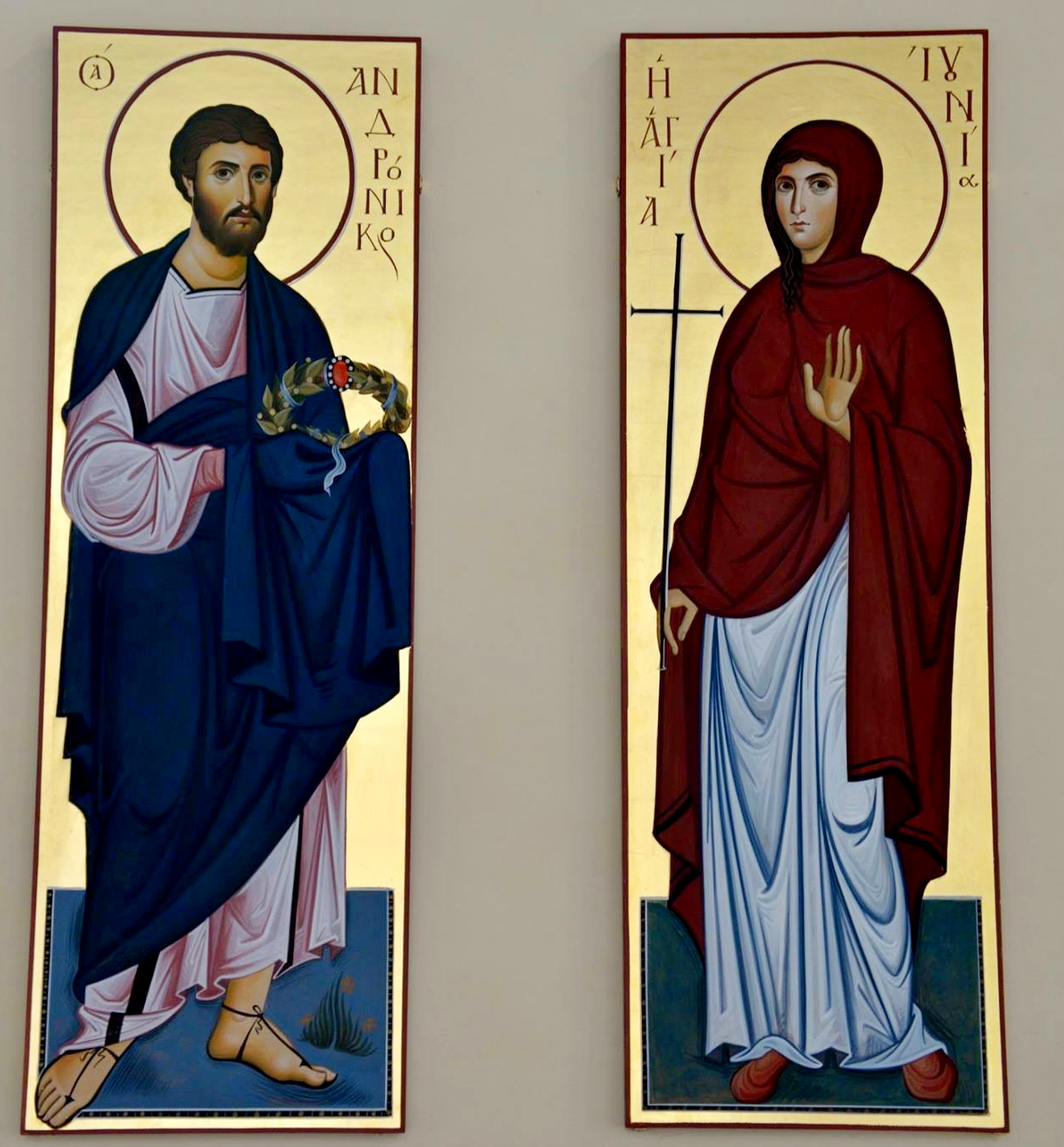
Representación de Junia y Andronicus en el Santissimo Salvatore, Palermo

Ha habido disputas en torno al género y el estado apostólico de Junia, aunque ha sido vista como mujer durante la mayor parte de la historia cristiana, así como por la mayoría de los eruditos. Sin embargo, la naturaleza precisa de su estatus apostólico ha sido más debatida. Con la excepción de la referencia a un "Junias" masculino en el Index Discipulorum, supuestamente del obispo de Salamina del siglo IV de  san Epifanio, los primeros textos sobre Junia como un varón llamado Junias provienen de manuscritos del siglo XII. El autor nombrado para describir a Junia como un hombre fue Egidio Romano en el siglo XIII.
En la carta a los Romanos 16:7 es el único lugar en el Nuevo Testamento donde se nombra a Junia, aunque algunos también la han identificado con una mujer de los Evangelios llamada Juana de Cusa, que aparece en el Evangelio de Lucas 8:1–3 y en la narración donde las mujeres visitan la tumba de Jesús hacia el final de los Evangelios.

## Estado apostólico

### Fondo
Romanos 16 es el capítulo final de la Carta a los Romanos de Pablo. En este capítulo, Pablo menciona sus saludos a otros miembros de la iglesia cristiana de su tiempo, un tercio de ellos mujeres. De los doce miembros que Pablo describe en este capítulo como los que más contribuyeron a la iglesia, siete eran mujeres mientras que cinco eran hombres. Entre esas mujeres estaban Junia, que se presenta en Romanos 16:7;
ἀσπάσασθε Ἀνδρόνικον καὶ Ἰουνίαν τοὺς συγγενεῖς μου καὶ συναιχμαλώτους μου, οἵτινές εἰσιν ἐπίσημοι ἐν τοῖς ἀποστόλοις, οἳ καὶ πρὸ ἐμοῦ γέγονεν ἐν Χριστῷ.
Saludad a Andrónico y a Junia, mis compatriotas judíos que han estado en prisión conmigo. Se destacan entre los apóstoles, y estaban en Cristo antes que yo.
La mayoría de los eruditos han entendido que Pablo se refiere a Junia como apóstol en este pasaje, aunque algunos discrepan. Sin embargo, el término apóstol no siempre connotaba ordenación o ser contado entre los doce discípulos. Apóstol simplemente significa uno que es enviado (la palabra ἀπόστολος está relacionada con el verbo “enviar”). Esto podría significar que Junia era un apóstol en el sentido no técnico de "mensajero" o "representante" o podría referirse a un plantador de iglesias o misionero.
Así es como Pablo describió a otros que no tenían el oficio de apóstol: “Y en cuanto a nuestros hermanos, ellos son mensajeros [ἀπόστολοι] de las iglesias, la gloria de Cristo” (2 Corintios 8:23), y “He pensado es necesario enviaros a Epafrodito, mi hermano y colaborador y compañero de milicia, y vuestro mensajero [ἀπόστολον] para que me ayude en mis necesidades” (Filipenses 2:25).

### Disputa
En el primer milenio del cristianismo, se leyó que Junia era descrita por Pablo como apóstol. Por ejemplo, Juan Crisóstomo escribió:
“Saludad a Andrónico y a Junia. . . que sobresalen entre los apóstoles”: Ser apóstol es algo grande. Pero para sobresalir entre los apóstoles, ¡piensen en qué maravilloso canto de alabanza es ese! Se destacaron por sus obras y acciones virtuosas. De hecho, cuán grande debe haber sido la sabiduría de esta mujer que incluso fue considerada digna del título de apóstol.
Todos los demás en el primer milenio de la iglesia antigua también tomaron el nombre como femenino, como demostró Bernadette Brooten en su artículo de 1977 sobre Junia; Brooten señala al primer comentarista del pasaje, Orígenes de Alejandría, quien en el siglo II EC asumió que el nombre era femenino. Ella señala a comentaristas cristianos primitivos adicionales, quienes no dieron ninguna indicación de duda de que la epístola se refería a Junia y que ella era una mujer y apóstol, incluidos Jerónimo (siglo IV-V), Hatto de Vercelli (siglo X), Teofilacto y Pedro Abelardo (ambos del siglo XI). Brooten afirma que el ejemplo más antiguo de alguien que tomó el nombre como masculino es Aegidius de Roma en el siglo XIII-XIV, pero demuestra que el nombre no se consideraba comúnmente como masculino hasta mucho después de la Reforma. Asimismo, todas las versiones manuscritas más antiguas del Nuevo Testamento dicen "Junia". El nombre Junia también se proporcionó como la lectura más probable en el Nuevo Testamento griego de Nestlé-Åland desde su creación en 1898 hasta su decimotercera revisión en 1927, momento en el cual (sin ninguna nueva evidencia manuscrita para provocar el cambio), la preferencia cambió al masculino "Junias"; Junia no se restauró hasta su revisión número 27 en 1998.
A medida que los Nuevos Testamentos en griego e inglés volvieron a la lectura "Junia", algunos intérpretes modernos intentaron cuestionar si el pasaje realmente describe a Junia como un apóstol. Si bien el griego de Romanos 16,7 a menudo se ha traducido como Junia que fue "sobresaliente entre los apóstoles", que es una lectura inclusiva que incluye a Junia entre el cuerpo apostólico, algunos han sugerido recientemente que el griego justifica la lectura exclusiva de Junia siendo "muy conocida de los apóstoles", excluyendo así a Junia de ser apóstol. La última lectura se encuentra en algunas traducciones hoy en día, incluida la ESV. Un ejemplo donde se usa una construcción griega análoga en un sentido exclusivo se encuentra en Eurípides Hipólito 101,3 donde la diosa Afrodita es "famosa entre los mortales", aunque ella misma no es mortal. Sin embargo, Linda Belleville ha señalado que (1) este es el "único" ejemplo conocido donde se usa una construcción griega en este sentido (2) viene cinco siglos antes de la escritura de Pablo (3) su relevancia se ubica en cuestión por el hecho de que proviene de "una época en que 'episemos' aún no había adquirido un sentido comparativo". Un argumento a favor de la traducción ESV apareció en un artículo de 2001 de Michael Burer y Daniel Wallace quienes están de acuerdo en que Junia era una mujer pero afirman que la interpretación correcta del texto griego la ubica como "muy conocida" entre los apóstoles en lugar de "destacada entre" los apóstoles. Esa traducción indicaría que la pareja no era de apóstoles, pero que disfrutaban de una gran reputación entre los apóstoles. Este rechazo del estatus apostólico de Junia ha sido criticado por Linda Belleville, Richard Bauckham, y Eldon Epp. Entre otras cosas, Burer y Wallace fueron criticados por usar un tamaño de muestra pequeño y por incluir a menudo evidencia de construcciones gramaticales que no respaldaban su caso; también se señaló que la lectura más estándar del griego del pasaje nunca se cuestionó hasta que se entendió una vez más que el versículo contenía a una mujer. Belleville ha organizado construcciones gramaticales similares a la de Romanos 16,7 que muestran consistencia con una lectura inclusiva, como "Pero tú, Belén, en la tierra de Judá, de ninguna manera eres la menor entre los gobernantes de Judá". (Mateo 2,6; cf. Hechos 4,34; 1 Pedro 5,1). Un argumento común entre Belleville, Bauckham y Epp es que todos los hablantes nativos de griego koiné en los primeros años del cristianismo leyeron la carta de Pablo como una descripción de Junia como apóstol. Bauckham escribe que "escritores como Orígenes y Juan Crisóstomo eran hablantes nativos de griego educados. No tenían ninguna razón para pensar que Andrónico y Junia eran apóstoles aparte de suponer que este era el significado del griego de Pablo". Más recientemente, las consideraciones en desarrollo realizadas por Bauckham y Jewett sobre Paul describiendo a Junia como seguidora de Cristo antes que él, y planteando una mayor discusión sobre los puntos de vista de Pablo sobre la legitimidad apostólica, Yii-Jan Lin también ha defendido el estatus apostólico de Junia.
Pablo describe además a Junia como miembro de la comunidad cristiana primitiva antes que él y como una de sus compatriotas.

## Identificación con Juana la esposa de Cusa
Richard Bauckham aboga por identificar a Junia con Juana de Cusa, siendo "Juana" su nombre judío, y "Junia" su nombre romano. Juana la esposa de Cusa es mencionada como uno de los miembros del ministerio de Jesús en el Evangelio de Lucas, viajando con él entre los otros doce y algunas otras mujeres, de ciudad en ciudad.
Después de esto, Jesús iba de un pueblo a otro, proclamando las buenas nuevas del reino de Dios. Los Doce estaban con él, y también algunas mujeres que habían sido curadas de malos espíritus y enfermedades: María (llamada Magdalena) de la cual habían salido siete demonios; Juana, mujer de Chuza, mayordomo de la casa de Herodes; Susana; y muchos otros. Estas mujeres estaban ayudando a mantenerlos con sus propios medios. (Lucas 8:1-3)
También se menciona a Juana, la esposa de Cusa, junto con María Magdalena y otras mujeres, como las primeras que visitaron la tumba y la encontraron vacía, y es a este grupo de mujeres, incluida Juana, a quien Jesús se les aparece por primera vez y les indica que digan el discípulos para encontrarse con él en Galilea en Lucas 24:1-10. Bauckham señala que Paul describe a Junia como miembro de la comunidad cristiana antes que él, y dado que Paul mismo se convirtió dentro de los tres años posteriores a la muerte de Jesús, eso requeriría que Junia haya sido miembro de la comunidad desde muy temprano. período. Además, mientras que Joanna es un nombre hebreo, Junia es un nombre latino. Los judíos a menudo adoptaban un segundo nombre en latín que era casi equivalente a su nombre original. Joanna y Junia actúan como casi equivalentes de sonido en los idiomas nativos, lo que, según Bauckham, es indicativo de la identificación entre los dos. Finalmente, Pablo describe a Junia como "destacada entre los apóstoles". Dado que Junia se describe como uno de los primeros miembros de la comunidad y como uno de los miembros más destacados, el hecho de que no se la nombre en ningún otro lugar es indicativo, como argumenta Bauckham, de que ella y Juana son la misma persona, dada la gran prominencia de Juana durante la ministerio de Jesús.

## Sexo de Junia
Si bien proliferó cierto debate a partir de la primera mitad del siglo XX, ahora se acepta ampliamente que Junia era una mujer. Hasta el siglo XII, no hay registro de que Junia haya sido interpretada como un hombre, y se necesita hasta el siglo XIII para que un autor haga esa afirmación donde el nombre femenino Junia fue alterado por el nombre masculino Junias. Como tal, algunos eruditos ven el apostolado de Junia y la referencia a ella en Romanos 16:7 como prueba de que Pablo el Apóstol, cuyo nombre se atribuye a la trece epístolas en el Nuevo Testamento, alentó a las mujeres líderes en la Iglesia. Sin embargo, algunas traducciones modernas que están comprometidas con el complementarismo presentan tanto a Andrónico como a Junias como hombres, contra la evidencia manuscrita, el primer milenio de tradición y la erudición contemporánea.
La primera referencia a Junia como varón proviene de una alteración medieval de un pasaje del padre de la Iglesia Orígenes, quien originalmente describe a Junia como mujer. (Otros dos individuos que citan a Orígenes; Rabanus Maurus y Tyrannius Rufinus, también tienen a Junia en femenino.) También fue en el período medieval que los escribas medievales comenzaron a reemplazar el nombre 'Junia' en los manuscritos bíblicos con la versión masculina, 'Junias', como resultado de los prejuicios contra la posibilidad de que se describiera una mujer apóstol en las cartas paulinas. Dado que el manuscrito más antiguo no tenía acento, la interpretación del género es diferente. Un escrito atribuido a Epifanio de Salamina, un cristiano que vivió en el siglo IV, también parece describir a Junia como un hombre; sin embargo, este trabajo solo se conoce en el siglo IX como mínimo, y es muy probable que para entonces se haya atribuido erróneamente a Epifanio como otro ejemplo medieval de la masculinización de Junia que se remonta al período de los Padres de la Iglesia. También hay referencias posteriores, p. gramo. Ægidio de Roma (también llamado Giles de Roma en inglés, ca. 1243-1316) a finales de la Edad Media, aunque sin explicación. Dos siglos más tarde, en 1512, Jacques LeFevre también consideraba a Junia un hombre, aunque en la traducción latina de que disponía el nombre era claramente femenino. (Una versión femenina diferente, Julia, se encuentra en cinco manuscritos, siendo el más antiguo Papiro 46.)
Las primeras copias de los textos griegos para Romans 16:7 son mayúsculas (es decir, escritos solo en mayúsculas) sin tildes. Debido a que el género del nombre depende de la acentuación, el nombre en sí mismo es insuficiente para determinar el género y, en cambio, se confía en la evidencia patrística. Cuando aparece la acentuación en los manuscritos del Nuevo Testamento, Junia se acentúa unánimemente como un nombre femenino. El texto crítico griego del Nuevo Testamento producido por Erasmo de Róterdam en 1516, por ejemplo, acentuaba el nombre como femenino, y esto continúa en cada texto crítico griego con una sola excepción (en la edición de Alford de 1858) hasta 1928, cuando el Novum Testamentum Graece lo acentuó como masculino. Esto provocó un cambio monumental hacia la acentuación masculina hasta 1998, cuando la forma femenina volvió a dominar.
Solo se ha descubierto un registro del nombre masculino "Junias" en la literatura griega extrabíblica, que lo nombra como el obispo de Apameia de Siria. Se han encontrado tres ocurrencias claras de "Junia". Si bien las búsquedas anteriores de "Junias" en latín tampoco arrojaron evidencia, se informa que "Junias" se ha encontrado como un apodo latino o diminutivo del nombre "Junianas", que no era poco común tanto en griego como en latín. Si bien esta es una posibilidad, los estudios históricos sobre el nombre "Junia" como una forma contraída de "Junianas" han demostrado que hay más de 250 citas del nombre Junia en la antigüedad, todas las cuales se han encontrado para referirse a mujeres, sin una sola El caso resultó ser la forma abreviada de Junianus to Junia. Mientras tanto, el nombre Junia está atestiguado varias veces en inscripciones, lápidas y registros; más notablemente, la media hermana, Junia Secunda, de Marcus Junius Brutus.
En 2008, sin descartar la posibilidad de que Junia sea un nombre femenino latino, Al Wolters sugiere la posibilidad de que Iounian, acentuado en la segunda sílaba, fuera el caso acusativo deἸουνίας, siendo una forma helenizada del nombre hebreo Yĕḥunnī, lo que permitiría la posibilidad de que este sea un nombre masculino. Sin embargo, en una respuesta, el argumento de Wolters ha sido acusado de estar "impulsado teleológicamente". Lin ha señalado que, de las dos posibilidades, el nombre latino Junia está atestiguado más de 250 veces, mientras que la traducción hebrea que propone Wolters solo tiene 2 atestaciones, lo que hace que la primera sea más probable. Además, Lin también señala que el nombre paralelo mencionado en el versículo, Andronicus, también es un nombre latino, lo que es consistente con Junia como un nombre latino en lugar de hebreo.

## Puntos de vista tradicionales ortodoxos
Las tradiciones de la Iglesia ortodoxa sostienen que Junia y Andrónico de Panonia viajaron extensamente y predicaron el Evangelio a los paganos, muchos de los cuales se convirtieron al cristianismo. Muchos de los templos paganos fueron cerrados y en su lugar se construyeron iglesias cristianas. Se cree que Junia y Andronicus sufrieron el martirio por Cristo.
La identidad femenina de Junia fue aceptada sin objeciones durante los primeros doce siglos de la iglesia, según los escritos de los padres de la iglesia. La "aclamación entusiasta" de Pablo hacia Junia llevó a Crisóstomo, Padre de la Iglesia, a maravillarse de su aparente devoción de tal manera que "... incluso sería considerada digna del apelativo de apóstol".